# International Formula Master

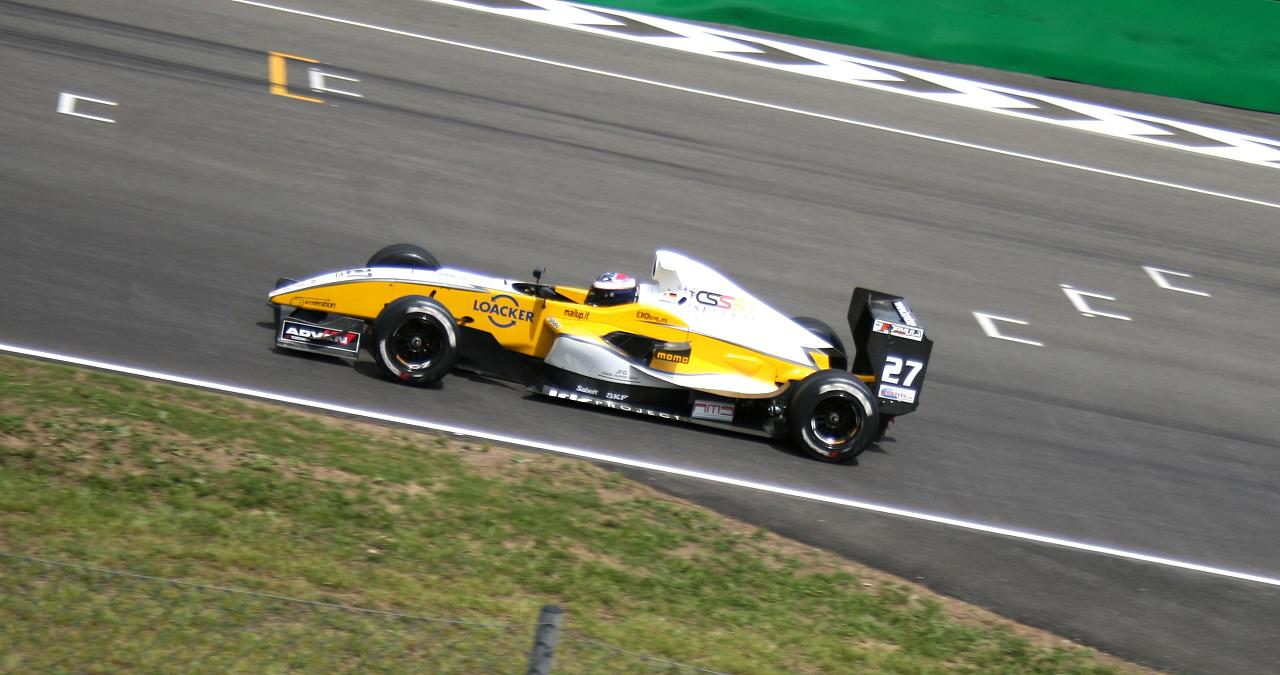
Michael Ammermüller à l'International Formula Master de 2008.

L'International Formula Master est un championnat automobile monotype de monoplaces à moteurs 2.0L atmosphériques, qui a été disputé entre 2007 et 2009.

## Historique
L'International Formula Master a été fondé en 2007 par la société N.Technology, alors surtout connue pour l'engagement des Alfa Romeo officielles en championnat du monde des voitures de tourisme. Bénéficiant du soutien de la chaine Eurosport, les épreuves ont eu lieu en ouverture des manches du WTCC.
La première saison a été remportée par le pilote belge Jérôme d'Ambrosio sur une voiture préparée par l'écurie italienne Cram Competition. D'Ambrosio a accédé l'année suivante au GP2 Series.
Plusieurs médias indiquent que l'International Formula Master pourrait changer d'appellation fin 2009 et, à la suite d'un accord entre N.Technology et Bernie Ecclestone, le grand argentier de la Formule 1, prendre le nom de GP3 Series. Il n'en sera finalement rien, bien que le GP3 Series verra le jour de manière indépendante. L'IFM s'arrête au terme de la saison 2009.

## Règlement technique
L'International Formula Master est une discipline monotype. Toutes les monoplaces sont identiques et conçues par le constructeur italien Tatuus, selon des normes techniques très similaires à celles de la Formule 3. Les moteurs sont conçus par Honda et répondent à la réglementation S2000 de la FIA. D'une cylindrée de 2 litres, ils développent environ 250 chevaux.

## Règlement sportif
Chaque week-end de compétition se compose de deux courses, la première de 75 km, la deuxième de 100 km. La grille de départ de la première course est déterminée par une séance de qualifications tandis que pour la deuxième course, la grille est établie en fonction de l'ordre d'arrivée de la première manche, avec inversion des positions pour les huit premières places.
Chaque course donne lieu à la même attribution des points pour les 8 premiers pilotes classés, suivant le barème suivant : 10, 8, 6, 5, 4, 3, 2, 1.

## Palmarès
| Saison                       | Champion                          | Écurie                |
| 3000 Pro Series              | 3000 Pro Series                   | 3000 Pro Series       |
| ---------------------------- | --------------------------------- | --------------------- |
| 2005                         | Norbert Siedler (en) Max Busnelli | Draco Junior Team     |
| F3000 International Masters  |                                   |                       |
| 2006                         | Jan Charouz                       | Charouz Racing System |
| International Formula Master |                                   |                       |
| 2007                         | Jérôme d'Ambrosio                 | Cram Competition      |
| 2008                         | Chris Van der Drift               | JD Motorsport         |
| 2009                         | Fabio Leimer                      | JD Motorsport         |